# Saison 2023-2024 du Jazz de l'Utah
La saison 2023-2024 du Jazz de l'Utah est la 50e saison de la franchise en National Basketball Association (NBA) et la 45e saison dans la ville de Salt Lake City.
Le 27 mars, le Jazz est éliminé de la course aux playoffs.

## Draft
| Tour | Choix | Joueur           | Poste | Nationalité | Provenance            |
| ---- | ----- | ---------------- | ----- | ----------- | --------------------- |
| 1    | 9     | Taylor Hendricks | PF    | États-Unis  | Knights de l'UCF      |
| 1    | 16    | Keyonte George   | SG    | États-Unis  | Bears de Baylor       |
| 1    | 28    | Brice Sensabaugh | SF    | États-Unis  | Buckeyes d'Ohio State |

## Matchs

### Summer League
| Summer League Total: 5-3 |

| Match | Date match | Équipe        | Score    | Meilleur marqueur   | Meilleur rebondeur | Meilleur passeur   | Lieux Spectateurs  | Série |
| ----- | ---------- | ------------- | -------- | ------------------- | ------------------ | ------------------ | ------------------ | ----- |
| 1     | 3 juillet  | Oklahoma City | D 85-95  | Keyonte George (18) | Agbaji, Hauser (9) | Trois joueurs (4)  | Delta Center 9 338 | 0 - 1 |
| 2     | 5 juillet  | Philadelphie  | D 94-104 | Luka Šamanić (19)   | Luka Šamanić (9)   | Colbey Ross (8)    | Delta Center 8 074 | 0 - 2 |
| 3     | 6 juillet  | Memphis       | V 98-83  | Ochai Agbaji (22)   | Ochai Agbaji (13)  | Keyonte George (5) | Delta Center 8 838 | 1 - 2 |

| Match | Date match | Équipe        | Score     | Meilleur marqueur    | Meilleur rebondeur | Meilleur passeur    | Lieux Spectateurs      | Série |
| ----- | ---------- | ------------- | --------- | -------------------- | ------------------ | ------------------- | ---------------------- | ----- |
| 1     | 8 juillet  | L.A. Clippers | V 105-99  | Keyonte George (33)  | Agbaji, Potter (9) | Keyonte George (10) | Thomas & Mack Center 0 | 1 - 0 |
| 2     | 10 juillet | Minnesota     | V 108-96  | George, Juzang (26)  | Micah Potter (12)  | George, Potter (7)  | Cox Pavilion 0         | 2 - 0 |
| 3     | 12 juillet | Denver        | V 96-91   | Agbaji, Šamanić (14) | Micah Potter (10)  | Trois joueurs (3)   | Cox Pavilion 0         | 3 - 0 |
| 4     | 14 juillet | Phoenix       | V 97-93   | Johnny Juzang (24)   | Johnny Juzang (7)  | Cinq joueurs (4)    | Cox Pavilion 0         | 4 - 0 |
| 5     | 16 juillet | Houston       | D 101-115 | Trois joueurs (20)   | Micah Potter (12)  | Colbey Ross (6)     | Thomas & Mack Center 0 | 4 - 1 |

### Pré-saison
| Pré-saison Total: 3-2 (Domicile : 2-0; Extérieur : 1-2) |

| Match | Date match | Équipe               | Score     | Meilleur marqueur        | Meilleur rebondeur  | Meilleur passeur        | Lieux Spectateurs           | Série |
| ----- | ---------- | -------------------- | --------- | ------------------------ | ------------------- | ----------------------- | --------------------------- | ----- |
| 1     | 8 octobre  | @ L.A. Clippers      | V 101-96  | Kris Dunn (15)           | Lauri Markkanen (8) | Trois joueurs (5)       | Stan Sheriff Center 10 263  | 1 - 0 |
| 2     | 10 octobre | @ L.A. Clippers      | D 98-103  | Talen Horton-Tucker (24) | Lauri Markkanen (8) | Talen Horton-Tucker (7) | Climate Pledge Arena 18 100 | 1 - 1 |
| 3     | 14 octobre | Portland             | V 138-133 | Lauri Markkanen (26)     | Lauri Markkanen (9) | Trois joueurs (6)       | Delta Center 14 746         | 2 - 1 |
| 4     | 16 octobre | New Zealand Breakers | V 114-94  | Lauri Markkanen (15)     | Lauri Markkanen (7) | Johnny Juzang (4)       | Delta Center 14 190         | 3 - 1 |
| 5     | 19 octobre | @ Sacramento         | D 113-116 | Talen Horton-Tucker (26) | Walker Kessler (15) | Talen Horton-Tucker (8) | Golden 1 Center 15 726      | 3 - 2 |

### Saison régulière
| Saison régulière Total: 31-51 (Domicile : 21-20; Extérieur : 10-31) |

| Match | Date       | Équipe        | Score     | Meilleur marqueur    | Meilleur rebondeur      | Meilleur passeur        | Lieux Spectateurs       | Série |
| ----- | ---------- | ------------- | --------- | -------------------- | ----------------------- | ----------------------- | ----------------------- | ----- |
| 1     | 25 octobre | Sacramento    | D 114-130 | Jordan Clarkson (24) | John Collins (11)       | Jordan Clarkson (6)     | Delta Center 18 206     | 0 - 1 |
| 2     | 27 octobre | L.A. Clippers | V 120-118 | Lauri Markkanen (35) | Collins, Markkanen (12) | Talen Horton-Tucker (8) | Delta Center 18 206     | 1 - 1 |
| 3     | 28 octobre | @ Phoenix     | D 104-126 | Lauri Markkanen (19) | John Collins (10)       | George, Sexton (6)      | Footprint Center 17 071 | 1 - 2 |
| 4     | 30 octobre | @ Denver      | D 102-110 | Lauri Markkanen (27) | Lauri Markkanen (14)    | Talen Horton-Tucker (8) | Ball Arena 19 671       | 1 - 3 |

| Match                                                                      | Date match   | Équipe              | Score           | Meilleur marqueur        | Meilleur rebondeur     | Meilleur passeur        | Lieux Spectateurs            | Série  |
| -------------------------------------------------------------------------- | ------------ | ------------------- | --------------- | ------------------------ | ---------------------- | ----------------------- | ---------------------------- | ------ |
| 5                                                                          | 1er novembre | Memphis             | V 133-109       | Collin Sexton (23)       | Lauri Markkanen (11)   | Talen Horton-Tucker (7) | Delta Center 18 206          | 2 - 3  |
| 6                                                                          | 2 novembre   | Orlando             | D 113-115       | Lauri Markkanen (22)     | Collins, Kessler (10)  | Talen Horton-Tucker (8) | Delta Center 18 206          | 2 - 4  |
| 7                                                                          | 4 novembre   | @ Minnesota         | D 95-123        | Lauri Markkanen (22)     | Lauri Markkanen (8)    | Talen Horton-Tucker (5) | Target Center 18 024         | 2 - 5  |
| 8                                                                          | 6 novembre   | @ Chicago           | D 113-130       | Lauri Markkanen (29)     | Walker Kessler (15)    | Kelly Olynyk (8)        | United Center 18 031         | 2 - 6  |
| 9                                                                          | 8 novembre   | @ Indiana           | D 118-134       | Jordan Clarkson (33)     | Collins, Markkanen (9) | Keyonte George (9)      | Gainbridge Fieldhouse 14 509 | 2 - 7  |
| 10                                                                         | 10 novembre  | @ Memphis*          | V 127-121       | Clarkson, Markkanen (26) | Lauri Markkanen (7)    | Keyonte George (11)     | FedExForum 16 977            | 3 - 7  |
| 11                                                                         | 14 novembre  | Portland*           | V 115-99        | Jordan Clarkson (30)     | Kelly Olynyk (12)      | George, Sexton (7)      | Delta Center 18 206          | 4 - 7  |
| 12                                                                         | 17 novembre  | Phoenix*            | D 128-131       | Jordan Clarkson (37)     | John Collins (14)      | Kelly Olynyk (7)        | Delta Center 18 206          | 4 - 8  |
| 13                                                                         | 19 novembre  | Phoenix             | D 137-140 (2OT) | Lauri Markkanen (38)     | Lauri Markkanen (17)   | Keyonte George (11)     | Delta Center 18 206          | 4 - 9  |
| 14                                                                         | 21 novembre  | @ L.A. Lakers*      | D 99-131        | Ömer Yurtseven (18)      | Lauri Markkanen (8)    | Talen Horton-Tucker (7) | Crypto.com Arena 18 997      | 4 - 10 |
| 15                                                                         | 22 novembre  | @ Portland          | D 105-121       | Lauri Markkanen (24)     | John Collins (11)      | Keyonte George (7)      | Moda Center 17 819           | 4 - 11 |
| 16                                                                         | 25 novembre  | La Nouvelle-Orléans | V 105-100       | Collin Sexton (16)       | Walker Kessler (11)    | Collin Sexton (6)       | Delta Center 18 206          | 5 - 11 |
| 17                                                                         | 27 novembre  | La Nouvelle-Orléans | V 114-112       | Keyonte George (19)      | Ömer Yurtseven (10)    | Jordan Clarkson (10)    | Delta Center 18 206          | 6 - 11 |
| 18                                                                         | 29 novembre  | @ Memphis           | D 91-105        | John Collins (17)        | Walker Kessler (8)     | Jordan Clarkson (5)     | FedExForum 15 327            | 6 - 12 |
| 19                                                                         | 30 novembre  | @ Minnesota         | D 90-101        | Simone Fontecchio (16)   | John Collins (12)      | Simone Fontecchio (5)   | Target Center 18 024         | 6 - 13 |
| *Matchs comptant pour la phase de groupe du NBA In-Season Tournament 2023. |              |                     |                 |                          |                        |                         |                              |        |

| Match | Date match  | Équipe                | Score          | Meilleur marqueur          | Meilleur rebondeur   | Meilleur passeur            | Lieux Spectateurs                 | Série   |
| ----- | ----------- | --------------------- | -------------- | -------------------------- | -------------------- | --------------------------- | --------------------------------- | ------- |
| 20    | 2 décembre  | Portland              | V 118-113 (OT) | Collin Sexton (25)         | Ömer Yurtseven (15)  | Keyonte George (6)          | Delta Center 18 206               | 7 - 13  |
| 21    | 6 décembre  | @ Dallas              | D 97-147       | Ochai Agbaji (21)          | Ömer Yurtseven (9)   | Keyonte George (11)         | American Airlines Center 19 877   | 7 - 14  |
| 22    | 8 décembre  | L.A. Clippers         | D 103-117      | John Collins (20)          | John Collins (13)    | Clarkson, Horton-Tucker (5) | Delta Center 18 206               | 7 - 15  |
| 23    | 11 décembre | @ Oklahoma City       | D 120-134      | Keyonte George (30)        | Luka Šamanić (7)     | Keyonte George (7)          | Paycom Center 16 631              | 7 - 16  |
| 24    | 13 décembre | New York              | V 117-113      | Collin Sexton (26)         | Kelly Olynyk (10)    | Kelly Olynyk (8)            | Delta Center 18 206               | 8 - 16  |
| 25    | 14 décembre | @ Portland            | V 122-114      | Collin Sexton (27)         | Kessler, Olynyk (10) | Kelly Olynyk (7)            | Moda Center 17 842                | 9 - 16  |
| 26    | 16 décembre | Sacramento            | D 104-125      | Collin Sexton (28)         | Lauri Markkanen (6)  | Kelly Olynyk (13)           | Golden 1 Center 17 794            | 9 - 17  |
| 27    | 18 décembre | Brooklyn              | V 125-108      | Horton-Tucker, Sexton (27) | Walker Kessler (14)  | Horton-Tucker, Sexton (6)   | Delta Center 18 206               | 10 - 17 |
| 28    | 20 décembre | @ Cleveland           | D 116-124      | Lauri Markkanen (26)       | Lauri Markkanen (10) | Talen Horton-Tucker (11)    | Rocket Mortgage FieldHouse 19 432 | 10 - 18 |
| 29    | 21 décembre | @ Détroit             | V 119-111      | Kelly Olynyk (27)          | Walker Kessler (10)  | Kris Dunn (10)              | Little Caesars Arena 18 122       | 11 - 18 |
| 30    | 23 décembre | @ Toronto             | V 126-119      | Clarkson, Markkanen (30)   | Lauri Markkanen (9)  | Kris Dunn (13)              | Scotiabank Arena 19 420           | 12 - 18 |
| 31    | 26 décembre | @ San Antonio         | V 130-118      | Lauri Markkanen (31)       | Lauri Markkanen (12) | Jordan Clarkson (8)         | Frost Bank Center 18 579          | 13 - 18 |
| 32    | 28 décembre | @ La Nouvelle-Orléans | D 105-112      | Collin Sexton (26)         | John Collins (12)    | Jordan Clarkson (6)         | Smoothie King Center 17 753       | 13 - 19 |
| 33    | 30 décembre | Miami                 | V 117-109      | Collin Sexton (22)         | Walker Kessler (8)   | Kelly Olynyk (10)           | Delta Center 18 206               | 14 - 19 |

| Match | Date match  | Équipe                | Score          | Meilleur marqueur        | Meilleur rebondeur     | Meilleur passeur      | Lieux Spectateurs            | Série   |
| --- | ----------- | --------------------- | -------------- | ------------------------ | ---------------------- | --------------------- | ---------------------------- | ------- |
| 34 | 1er janvier | Dallas                | V 127-90       | Simone Fontecchio (24)   | Clarkson, Kessler (10) | Jordan Clarkson (11)  | Delta Center 18 206          | 15 - 19 |
| 35 | 3 janvier   | Détroit               | V 154-148      | Jordan Clarkson (36)     | Walker Kessler (8)     | Collin Sexton (5)     | Delta Center 18 206          | 16 - 19 |
| 36 | 5 janvier   | @ Boston              | D 97-126       | Lauri Markkanen (17)     | John Collins (11)      | Dunn, Markkanen (5)   | TD Garden 19 156             | 16 - 20 |
| 37 | 6 janvier   | @ Philadelphie        | V 120-109      | Lauri Markkanen (33)     | Lauri Markkanen (13)   | Collin Sexton (10)    | Wells Fargo Center 20 278    | 17 - 20 |
| 38 | 8 janvier   | @ Milwaukee           | V 132-116      | Clarkson, Markkanen (21) | Lauri Markkanen (14)   | Kris Dunn (13)        | Fiserv Forum 17 341          | 18 - 20 |
| 39 | 10 janvier  | Denver                | V 124-111      | Jordan Clarkson (27)     | Lauri Markkanen (12)   | Jordan Clarkson (9)   | Delta Center 18 206          | 19 - 20 |
| 40 | 12 janvier  | Toronto               | V 145-113      | Lauri Markkanen (22)     | Kelly Olynyk (10)      | Keyonte George (6)    | Delta Center 18 206          | 20 - 20 |
| 41 | 13 janvier  | L.A. Lakers           | V 132-125      | Lauri Markkanen (29)     | John Collins (13)      | Markkanen, Sexton (5) | Delta Center 18 206          | 21 - 20 |
| 42 | 15 janvier  | Indiana               | V 132-105      | Lauri Markkanen (32)     | Lauri Markkanen (10)   | Kris Dunn (6)         | Delta Center 18 206          | 22 - 20 |
| - | 17 janvier  | Golden State          | Reporté*       | Reporté*                 | Reporté*               | Reporté*              | Delta Center                 | -       |
| 43 | 18 janvier  | Oklahoma City         | D 129-134      | Collin Sexton (31)       | Walker Kessler (11)    | Collin Sexton (7)     | Delta Center 18 206          | 22 - 21 |
| 44 | 20 janvier  | @ Houston             | D 126-127 (OT) | Collin Sexton (28)       | Jordan Clarkson (12)   | Kris Dunn (7)         | Toyota Center 16 618         | 22 - 22 |
| 45 | 23 janvier  | @ La Nouvelle-Orléans | D 124-153      | Collin Sexton (22)       | John Collins (9)       | Collin Sexton (7)     | Smoothie King Center 16 032  | 22 - 23 |
| 46 | 25 janvier  | @ Washington          | V 123-108      | Lauri Markkanen (29)     | John Collins (16)      | Jordan Clarkson (8)   | Capital One Arena 14 027     | 23 - 23 |
| 47 | 27 janvier  | @ Charlotte           | V 134-122      | Lauri Markkanen (33)     | Lauri Markkanen (12)   | Collin Sexton (13)    | Spectrum Center 17 633       | 24 - 23 |
| 48 | 29 janvier  | @ Brooklyn            | D 114-147      | Keyonte George (21)      | Lauri Markkanen (9)    | Collin Sexton (7)     | Barclays Center 16 054       | 24 - 24 |
| 49 | 30 janvier  | @ New York            | D 103-118      | Collin Sexton (22)       | John Collins (11)      | Collin Sexton (7)     | Madison Square Garden 19 133 | 24 - 25 |
| * Le match a été reporté à la suite du décès de Dejan Milojević, entraîneur assistant des Warriors de Golden State. |             |                       |                |                          |                        |                       |                              |         |

| Match                  | Date match  | Équipe        | Score     | Meilleur marqueur     | Meilleur rebondeur   | Meilleur passeur      | Lieux Spectateurs       | Série   |
| ---------------------- | ----------- | ------------- | --------- | --------------------- | -------------------- | --------------------- | ----------------------- | ------- |
| 50                     | 1er février | Philadelphie  | D 124-127 | Lauri Markkanen (28)  | Lauri Markkanen (10) | Jordan Clarkson (10)  | Delta Center 18 206     | 24 - 26 |
| 51                     | 4 février   | Milwaukee     | V 123-108 | Lauri Markkanen (21)  | John Collins (10)    | Kris Dunn (6)         | Delta Center 18 206     | 25 - 26 |
| 52                     | 6 février   | Oklahoma City | V 124-117 | Lauri Markkanen (33)  | Lauri Markkanen (11) | Kelly Olynyk (7)      | Delta Center 18 206     | 26 - 26 |
| 53                     | 8 février   | @ Phoenix     | D 115-129 | Lauri Markkanen (22)  | John Collins (14)    | Collin Sexton (8)     | Footprint Center 17 071 | 26 - 27 |
| 54                     | 12 février  | Golden State  | D 107-129 | Clarkson, Sexton (22) | Walker Kessler (9)   | Collins, Sexton (5)   | Delta Center 18 206     | 26 - 28 |
| 55                     | 14 février  | L.A. Lakers   | D 122-138 | Collin Sexton (18)    | John Collins (10)    | Keyonte George (7)    | Delta Center 0          | 26 - 29 |
| 56                     | 15 février  | Golden State  | D 137-140 | Collin Sexton (35)    | Lauri Markkanen (14) | Clarkson, Sexton (9)  | Delta Center 18 206     | 26 - 30 |
| NBA All-Star Game 2024 |             |               |           |                       |                      |                       |                         |         |
| 57                     | 22 février  | Charlotte     | D 107-115 | Lauri Markkanen (21)  | John Collins (18)    | Lauri Markkanen (6)   | Delta Center 18 206     | 26 - 31 |
| 58                     | 25 février  | San Antonio   | V 128-109 | Lauri Markkanen (26)  | John Collins (8)     | Clarkson, Sexton (10) | Delta Center 18 206     | 27 - 31 |
| 59                     | 27 février  | @ Atlanta     | D 97-124  | Collin Sexton (22)    | Walker Kessler (12)  | Jordan Clarkson (8)   | State Farm Arena 17 129 | 27 - 32 |
| 60                     | 29 février  | @ Orlando     | D 107-115 | Trois joueurs (19)    | John Collins (10)    | Keyonte George (9)    | Kia Center 17 848       | 27 - 33 |

| Match | Date match | Équipe          | Score     | Meilleur marqueur       | Meilleur rebondeur      | Meilleur passeur     | Lieux Spectateurs               | Série   |
| ----- | ---------- | --------------- | --------- | ----------------------- | ----------------------- | -------------------- | ------------------------------- | ------- |
| 61    | 2 mars     | @ Miami         | D 120-126 | Lauri Markkanen (25)    | Taylor Hendricks (13)   | Lauri Markkanen (6)  | Kaseya Center 19 858            | 27 - 34 |
| 62    | 4 mars     | Washington      | V 127-115 | Jordan Clarkson (38)    | John Collins (15)       | Clarkson, Sexton (7) | Delta Center 18 206             | 28 - 34 |
| 63    | 6 mars     | Chicago         | D 117-119 | John Collins (25)       | John Collins (13)       | Collin Sexton (7)    | Delta Center 18 206             | 28 - 35 |
| 64    | 9 mars     | @ Denver        | D 121-142 | Keyonte George (29)     | Walker Kessler (11)     | Keyonte George (6)   | Ball Arena 19 632               | 28 - 36 |
| 65    | 12 mars    | Boston          | D 107-123 | Keyonte George (26)     | Walker Kessler (8)      | Keyonte George (6)   | Delta Center 18 206             | 28 - 37 |
| 66    | 15 mars    | Atlanta         | V 124-122 | Keyonte George (25)     | John Collins (11)       | Collin Sexton (6)    | Delta Center 0                  | 29 - 37 |
| 67    | 16 mars    | Minnesota       | D 100-119 | Collin Sexton (22)      | Hendricks, Kessler (10) | Collin Sexton (10)   | Delta Center 18 206             | 29 - 38 |
| 68    | 18 mars    | Minnesota       | D 104-114 | Collin Sexton (24)      | Walker Kessler (14)     | Keyonte George (8)   | Delta Center 18 206             | 29 - 39 |
| 69    | 20 mars    | @ Oklahoma City | D 107-119 | Collin Sexton (25)      | Walker Kessler (8)      | Collin Sexton (7)    | Paycom Center 18 203            | 29 - 40 |
| 70    | 21 mars    | @ Dallas        | D 97-113  | Lauri Markkanen (21)    | Walker Kessler (9)      | Quatre joueurs (5)   | American Airlines Center 20 277 | 29 - 41 |
| 71    | 23 mars    | @ Houston       | D 119-147 | John Collins (25)       | Walker Kessler (9)      | Collin Sexton (8)    | Toyota Center 18 055            | 29 - 42 |
| 72    | 25 mars    | Dallas          | D 105-115 | Lauri Markkanen (34)    | John Collins (11)       | Jordan Clarkson (8)  | Delta Center 18 206             | 29 - 43 |
| 73    | 27 mars    | San Antonio     | D 111-118 | Collin Sexton (26)      | Taylor Hendricks (8)    | Collin Sexton (9)    | Delta Center 18 206             | 29 - 44 |
| 74    | 29 mars    | Houston         | D 100-101 | John Collins (30)       | John Collins (11)       | Keyonte George (6)   | Delta Center 18 206             | 29 - 45 |
| 75    | 31 mars    | @ Sacramento    | D 106-127 | Sensabaugh, Sexton (22) | Walker Kessler (8)      | Kris Dunn (7)        | Golden 1 Center 18 332          | 29 - 46 |

| Match | Date match | Équipe          | Score     | Meilleur marqueur        | Meilleur rebondeur     | Meilleur passeur       | Lieux Spectateurs       | Série   |
| ----- | ---------- | --------------- | --------- | ------------------------ | ---------------------- | ---------------------- | ----------------------- | ------- |
| 76    | 2 avril    | Cleveland       | D 113-129 | Brice Sensabaugh (22)    | Brice Sensabaugh (7)   | Collin Sexton (7)      | Delta Center 18 206     | 29 - 47 |
| 77    | 5 avril    | @ L.A. Clippers | D 102-131 | Talen Horton-Tucker (17) | Juzang, Yurtseven (7)  | Jason Preston (6)      | Crypto.com Arena 19 370 | 29 - 48 |
| 78    | 7 avril    | @ Golden State  | D 110-118 | Johnny Juzang (27)       | Ömer Yurtseven (7)     | Collin Sexton (7)      | Chase Center 18 064     | 29 - 49 |
| 79    | 9 avril    | Denver          | D 95-111  | Talen Horton-Tucker (24) | Ömer Yurtseven (11)    | Keyonte George (5)     | Delta Center 18 206     | 29 - 50 |
| 80    | 11 avril   | Houston         | V 124-121 | Luka Šamanić (22)        | Kenneth Lofton Jr. (9) | Trois joueurs (5)      | Delta Center 18 206     | 30 - 50 |
| 81    | 12 avril   | @ L.A. Clippers | V 110-109 | Kenneth Lofton Jr. (27)  | Ömer Yurtseven (10)    | Kenneth Lofton Jr. (8) | Crypto.com Arena 19 370 | 31 - 50 |
| 82    | 14 avril   | @ Golden State  | D 116-123 | Keyonte George (21)      | Ömer Yurtseven (18)    | Kenneth Lofton Jr. (6) | Chase Center 18 064     | 31 - 51 |

### Confrontations en saison régulière
| Conférence Est      | Conférence Est                              | Conférence Est                              | Conférence Ouest                            | Conférence Ouest                            | Conférence Ouest                            | Conférence Ouest                            | Conférence Ouest                            |
| Division Atlantique | Division Atlantique                         | Division Atlantique                         | Division Nord-Ouest                         | Division Nord-Ouest                         | Division Nord-Ouest                         | Division Nord-Ouest                         | Division Nord-Ouest                         |
| Équipe              | Domicile                                    | Extérieur                                   | Équipe                                      | Domicile                                    | Domicile                                    | Extérieur                                   | Extérieur                                   |
| ------------------- | ------------------------------------------- | ------------------------------------------- | ------------------------------------------- | ------------------------------------------- | ------------------------------------------- | ------------------------------------------- | ------------------------------------------- |
| Boston              | 107-123                                     | 97-126                                      | Denver                                      | 124-111                                     | 95-111                                      | 102-110                                     | 121-142                                     |
| Brooklyn            | 125-108                                     | 114-147                                     | Minnesota                                   | 100-119                                     | 104-114                                     | 95-123                                      | 90-101                                      |
| New York            | 117-113                                     | 103-118                                     | Oklahoma City                               | 129-134                                     | 124-117                                     | 120-134                                     | 107-119                                     |
| Philadelphie        | 124-127                                     | 120-109                                     | Portland                                    | 115-99                                      | 118-113 (OT)                                | 105-121                                     | 122-114                                     |
| Toronto             | 145-113                                     | 126-119                                     |                                             |                                             |                                             |                                             |                                             |
| Division            | 5-5 (Domicile : 3-2; Extérieur : 2-3)       | 5-5 (Domicile : 3-2; Extérieur : 2-3)       | Division                                    | 5-11 (Domicile : 4-4; Extérieur : 1-7)      | 5-11 (Domicile : 4-4; Extérieur : 1-7)      | 5-11 (Domicile : 4-4; Extérieur : 1-7)      | 5-11 (Domicile : 4-4; Extérieur : 1-7)      |
| Division Centrale   | Division Centrale                           | Division Centrale                           | Division Pacifique                          | Division Pacifique                          | Division Pacifique                          | Division Pacifique                          | Division Pacifique                          |
| Équipe              | Domicile                                    | Extérieur                                   | Équipe                                      | Domicile                                    | Domicile                                    | Extérieur                                   | Extérieur                                   |
| Chicago             | 117-119                                     | 113-130                                     | Golden State                                | 137-140                                     | 107-129                                     | 110-118                                     | 116-123                                     |
| Cleveland           | 113-129                                     | 116-124                                     | L.A. Clippers                               | 120-118                                     | 103-117                                     | 102-131                                     | 110-109                                     |
| Detroit             | 154-148                                     | 119-111                                     | L.A. Lakers                                 | 132-125                                     | 122-138                                     | 99-131                                      |                                             |
| Indiana             | 132-105                                     | 118-134                                     | Phoenix                                     | 128-131                                     | 137-140 (2OT)                               | 104-126                                     | 115-129                                     |
| Milwaukee           | 123-108                                     | 132-116                                     | Sacramento                                  | 114-130                                     |                                             | 104-125                                     | 106-127                                     |
| Division            | 5-5 (Domicile : 3-2; Extérieur : 2-3)       | 5-5 (Domicile : 3-2; Extérieur : 2-3)       | Division                                    | 3-15 (Domicile : 2-7; Extérieur : 1-8)      | 3-15 (Domicile : 2-7; Extérieur : 1-8)      | 3-15 (Domicile : 2-7; Extérieur : 1-8)      | 3-15 (Domicile : 2-7; Extérieur : 1-8)      |
| Division Sud-Est    | Division Sud-Est                            | Division Sud-Est                            | Division Sud-Ouest                          | Division Sud-Ouest                          | Division Sud-Ouest                          | Division Sud-Ouest                          | Division Sud-Ouest                          |
| Équipe              | Domicile                                    | Extérieur                                   | Équipe                                      | Domicile                                    | Domicile                                    | Extérieur                                   | Extérieur                                   |
| Atlanta             | 124-122                                     | 97-124                                      | Dallas                                      | 127-90                                      | 105-115                                     | 97-147                                      | 97-113                                      |
| Charlotte           | 107-115                                     | 134-122                                     | Houston                                     | 100-101                                     | 124-121                                     | 126-127 (OT)                                | 119-147                                     |
| Miami               | 117-109                                     | 120-128                                     | Memphis                                     | 133-109                                     |                                             | 127-121                                     | 91-105                                      |
| Orlando             | 113-115                                     | 107-115                                     | New Orleans                                 | 105-100                                     | 114-112                                     | 105-112                                     | 124-153                                     |
| Washington          | 127-115                                     | 123-108                                     | San Antonio                                 | 128-109                                     | 111-118                                     | 130-118                                     |                                             |
| Division            | 5-5 (Domicile : 3-2; Extérieur : 2-3)       | 5-5 (Domicile : 3-2; Extérieur : 2-3)       | Division                                    | 8-9 (Domicile : 6-2; Extérieur : 2-7)       | 8-9 (Domicile : 6-2; Extérieur : 2-7)       | 8-9 (Domicile : 6-2; Extérieur : 2-7)       | 8-9 (Domicile : 6-2; Extérieur : 2-7)       |
| Conférence          | 15-15 (Domicile : 9-6; Extérieur : 6-9)     | 15-15 (Domicile : 9-6; Extérieur : 6-9)     | Conférence                                  | 16-36 (Domicile : 12-14; Extérieur : 4-22)  | 16-36 (Domicile : 12-14; Extérieur : 4-22)  | 16-36 (Domicile : 12-14; Extérieur : 4-22)  | 16-36 (Domicile : 12-14; Extérieur : 4-22)  |
| Total               | 31-51 (Domicile : 21-20; Extérieur : 10-31) | 31-51 (Domicile : 21-20; Extérieur : 10-31) | 31-51 (Domicile : 21-20; Extérieur : 10-31) | 31-51 (Domicile : 21-20; Extérieur : 10-31) | 31-51 (Domicile : 21-20; Extérieur : 10-31) | 31-51 (Domicile : 21-20; Extérieur : 10-31) | 31-51 (Domicile : 21-20; Extérieur : 10-31) |

## Classements

### Saison régulière
| Conférence Ouest | Conférence Ouest                    | Conférence Ouest | Conférence Ouest | Conférence Ouest | Conférence Ouest | Conférence Ouest | Conférence Ouest |
| No               | Franchise                           | Vic.             | Def.             | MJ               | V/D              | GB               |                  |
| ---------------- | ----------------------------------- | ---------------- | ---------------- | ---------------- | ---------------- | ---------------- | ---------------- |
| 1                | c - Thunder d'Oklahoma City         | 57               | 25               | 82               | .695             | -                |                  |
| 2                | x - Nuggets de Denver               | 57               | 25               | 82               | .695             | -                |                  |
| 3                | x - Timberwolves du Minnesota       | 56               | 26               | 82               | .683             | 1                |                  |
| 4                | y - Clippers de Los Angeles         | 51               | 31               | 82               | .622             | 6                |                  |
| 5                | y - Mavericks de Dallas             | 50               | 32               | 82               | .610             | 7                |                  |
| 6                | x - Suns de Phoenix                 | 49               | 33               | 82               | .598             | 8                |                  |
|                  |                                     |                  |                  |                  |                  |                  |                  |
| 7                | x - Pelicans de La Nouvelle-Orléans | 49               | 33               | 82               | .598             | 8                |                  |
| 8                | x - Lakers de Los Angeles           | 47               | 35               | 82               | .573             | 10               |                  |
| 9                | pi - Kings de Sacramento            | 46               | 36               | 82               | .561             | 11               |                  |
| 10               | pi - Warriors de Golden State       | 46               | 36               | 82               | .561             | 11               |                  |
|                  |                                     |                  |                  |                  |                  |                  |                  |
| 11               | o - Rockets de Houston              | 41               | 41               | 82               | .500             | 16               |                  |
| 12               | o - Jazz de l'Utah                  | 31               | 51               | 82               | .378             | 26               |                  |
| 13               | o - Grizzlies de Memphis            | 27               | 55               | 82               | .329             | 30               |                  |
| 14               | o - Spurs de San Antonio            | 22               | 60               | 82               | .268             | 35               |                  |
| 15               | o - Trail Blazers de Portland       | 21               | 61               | 82               | .256             | 36               |                  |

| Division Nord-Ouest           | V  | D  | MJ | V/D  | GB | Dom   | Ext   | Div  |
| ----------------------------- | -- | -- | -- | ---- | -- | ----- | ----- | ---- |
| c - Thunder d'Oklahoma City   | 57 | 25 | 82 | .695 | -  | 33-8  | 24-17 | 12-4 |
| x - Nuggets de Denver         | 57 | 25 | 82 | .695 | -  | 33-8  | 24-17 | 10-6 |
| x - Timberwolves du Minnesota | 56 | 26 | 82 | .683 | 1  | 30-11 | 26-15 | 12-4 |
| o - Jazz de l'Utah            | 31 | 51 | 82 | .378 | 26 | 21-20 | 10-31 | 5-11 |
| o - Trail Blazers de Portland | 21 | 61 | 82 | .256 | 36 | 11-30 | 10-31 | 1-15 |

### NBA In-Season Tournament
| Rang | Équipe                    | Pts | J | G | P | Pp  | Pc  | Diff |
| ---- | ------------------------- | --- | - | - | - | --- | --- | ---- |
| 1    | Lakers de Los Angeles     | 8   | 4 | 4 | 0 | 494 | 420 | 74   |
| 2    | Suns de Phoenix           | 7   | 4 | 3 | 1 | 480 | 446 | 34   |
| 3    | Jazz de l'Utah            | 6   | 4 | 2 | 2 | 469 | 482 | -13  |
| 4    | Trail Blazers de Portland | 5   | 4 | 1 | 3 | 416 | 455 | -39  |
| 5    | Grizzlies de Memphis      | 4   | 4 | 0 | 4 | 430 | 486 | -56  |